# Fribourg Olympic
Fribourg Olympic ist ein Schweizer Basketballverein aus Freiburg im Kanton Freiburg in der Schweiz. Die erfolgreiche Herrenmannschaft spielt als Benetton Fribourg Olympic in der A-Staffel der höchsten Schweizer Spielklasse Basketball-Nationalliga. Austragungsort seiner Heimspiele ist die Mehrsporthalle St. Leonhard in Freiburg im Üechtland.

## Erfolge
- Schweizer Meisterschaft: 22-mal
  - 1966, 1971, 1973, 1974, 1978, 1979, 1981, 1982, 1985, 1992, 1997, 1998, 1999, 2007, 2008, 2016, 2018, 2019, 2021, 2022, 2023, 2024
- Schweizer Vize-Meister: 17-mal
  - 1965, 1967, 1968, 1969, 1972, 1976, 1977, 1983, 1989, 1994, 1995, 1996, 2002, 2003, 2004, 2010, 2011
- Schweizer Pokalsieger: 12-mal
  - 1967, 1976, 1978, 1997, 1998, 2007, 2016, 2018, 2019, 2022, 2023, 2024
- Ligapokal-Sieger: 9-mal
  - 2007, 2008, 2009, 2010, 2018, 2020, 2022, 2024,[2] 2025[3]
- Einzug in die Gruppenphase der Basketball Champions League[4]
  - 2018

## Wichtige Spieler
- Dominique Currat 1960er und 1970er
- Erich Kund 1970–79
- Jean-Bernard Dénervaud 1967–77
- Gregory Howard 1975–77
- Vladimir Karati ab 1972
- Marcel Dousse bis 1985
- Celestyn Mrazek 1972–77
- Cornell Warner 1977–79[5]
- Rick Bullock 1980–83
- Kelvin Hicks 1980–84
- Billy Ray Bates 1984–86
- Norris Bell 1988–90
- Bruce Kuczenski 1988–89
- Harold Mrazek 1991–93, 1996–99, 2006–08
- Patrick Koller 1992–99, 2001–04
- Duško Ivanović 1993/94, 1995/96
- Voise Winters 1994/95
- / Lewis Sims 1997/98
- John Best 1998/99
- Norbert Valis 1998/99, 2001/02
- / Marko Verginella 1999/2000
- Patrick Ceresa 2000–2005
- / Peter Lisicky 2001
- Maurice Jeffers 2002
- Dave Esterkamp 2004–2012
- Pascal Perrier-David 2005–2009
- / Trésor Quidome 2006–12
- Oliver Vogt 2006–2012
- Marcus Sloan 2007–09
- Ken Johnson 2007/08
- Babacar Touré 2017–2020[6]
- Eric Nottage 2023–2025

## Wichtige Trainer
- Hagop Tutundjian bis 1970
- Robert Koller 1970–72
- Ed Klimkowski 1977–80
- Joe Whelton 1988–92
- Duško Ivanović 1996–99
- Ken Scalabroni 1999–2001
- Patrick Koller 2001–05
- Damien Leyrolles 2005–13
- Petar Aleksić 2013–23
- Thibaut Petit seit 2023